# Volvo T6

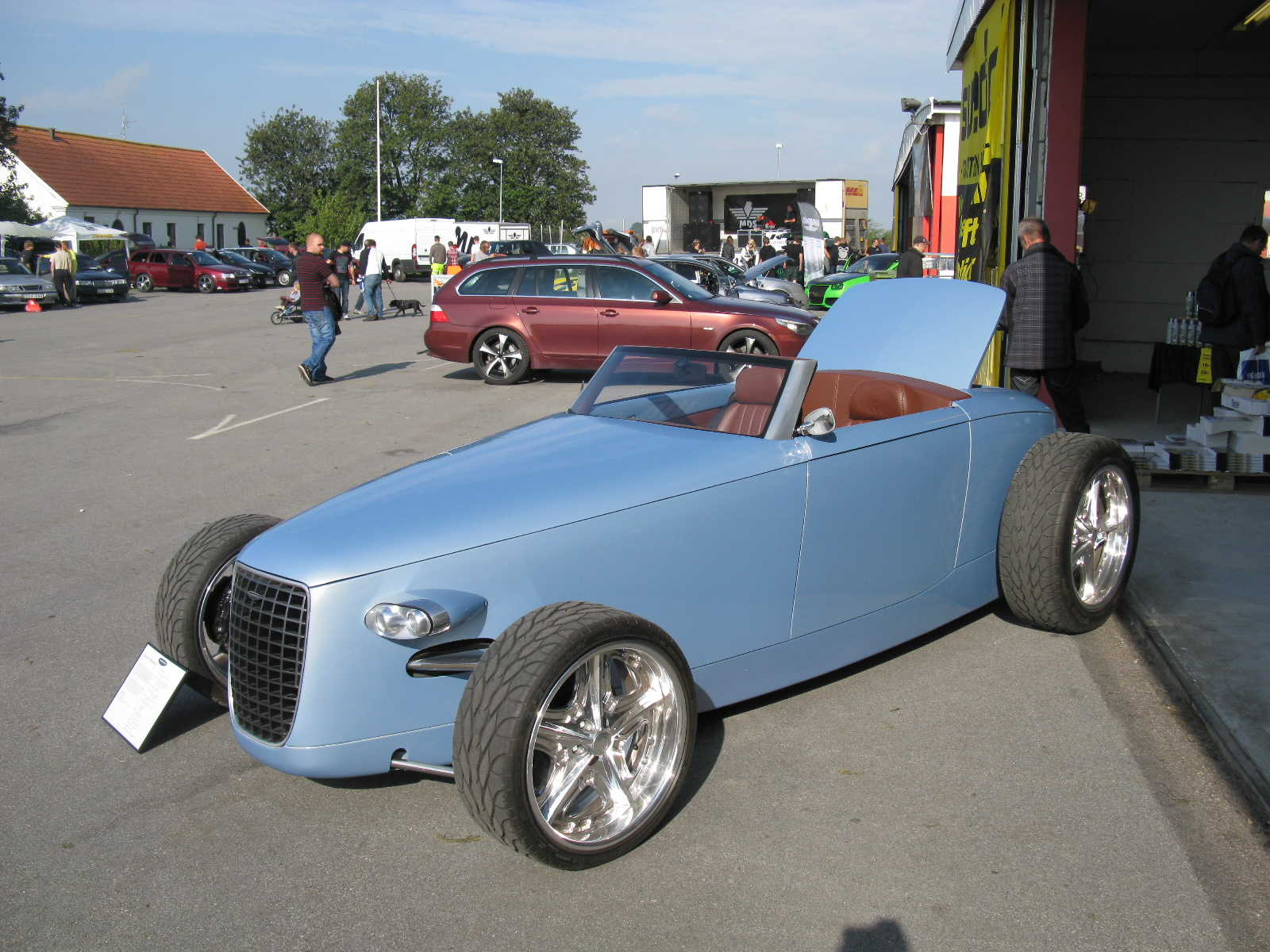
Volvo T6.

Volvo T6 är en konceptbil från Volvo som presenterades på SEMA-mässan 2005. Endast ett handbyggt exemplar har tillverkats, även om en begränsad produktion har diskuterats.
Dess motor är en mittmonterad dubbelturboförsedd 6-cylindrig radmotor med 2,9 liters slagvolym hämtad från Volvo S80, som med en effekt på 300 hk (220 kW) ger bilen en toppfart på 330 km/h. Designen är tydligt inspirerad av Hot Rods. Bilen tilldelades 2004 utmärkelsen Hot Rod of the Year av Hot Rod Magazine. Den designades av Per Gyllenspetz från Labyrint studio och byggdes av Leif Tufvesson. 